# 高貴之鷹行動
高貴之鷹行動（英語：Operation Noble Eagle），是美國與加拿大在911事件的國土安全行動，從9月14日開始動員了數千名國民兵和預備役，對軍事設施、機場和其他潛在目標（如橋樑、發電廠和港口設施）執行安全任務。而加拿大皇家空軍協助美國防衛北部邊境，第759憲兵營、第144憲兵連、第177憲兵旅負責保衛白宮、五角大樓、國會山莊。到2002年，數以千計的國民警衛隊在各自州長的命令下成立，以在機場提供額外的安全保障。他們是根據《美國法典》第32卷所召集的，所以這些國民兵雖然受州控制，但享有聯邦薪酬和待遇。
高貴之鷹行動亦一直執行至今，主要是攔截飛行器，當發現可疑目標時，戰機會升空攔截，國民警衞隊則以短距離防空武器應對。